# Dolichoderus decollatus
Dolichoderus decollatus é uma espécie de formiga do gênero Dolichoderus.